# 洛迪亚恩卡斯
洛迪亚恩卡斯（Lodhian Khas），是印度旁遮普邦Jalandhar县的一个城镇。总人口8546（2001年）。

## 人口
该地2001年总人口8546人，其中男性4501人，女性4045人；0—6岁人口1125人，其中男606人，女519人；识字率66.11%，其中男性为69.23%，女性为62.65%。